# Tenisz az 1924. évi nyári olimpiai játékokon
Az 1924. évi nyári olimpiai játékokon a teniszben öt számban avattak olimpiai bajnokot. Hosszú ideig ez volt az utolsó olimpia, amelyen teniszversenyeket tartottak, a sportág 1928-ban Amszterdamban már nem szerepelt, és csak 1988-ban Szöulban került vissza a programba.

## Éremtáblázat
(A rendező ország csapata eltérő háttérszínnel, az egyes számoszlopok legmagasabb értékei vastagítással kiemelve.)
| Az 1924. évi nyári olimpiai játékok éremtáblázata teniszben | Az 1924. évi nyári olimpiai játékok éremtáblázata teniszben | Az 1924. évi nyári olimpiai játékok éremtáblázata teniszben | Az 1924. évi nyári olimpiai játékok éremtáblázata teniszben | Az 1924. évi nyári olimpiai játékok éremtáblázata teniszben | Olimpia  |
| ----------------------------------------------------------- | ----------------------------------------------------------- | ----------------------------------------------------------- | ----------------------------------------------------------- | ----------------------------------------------------------- | -------- |
|                                                             | Ország                                                      | Arany                                                       | Ezüst                                                       | Bronz                                                       | Összesen |
| 1.                                                          | Egyesült Államok (USA)                                      | 5                                                           | 1                                                           | 0                                                           | 6        |
|                                                             |                                                             |                                                             |                                                             |                                                             |          |
| 2.                                                          | Franciaország (FRA)                                         | 0                                                           | 3                                                           | 1                                                           | 4        |
| 3.                                                          | Nagy-Britannia (GBR)                                        | 0                                                           | 1                                                           | 2                                                           | 3        |
|                                                             |                                                             |                                                             |                                                             |                                                             |          |
| 4.                                                          | Hollandia (NED)                                             | 0                                                           | 0                                                           | 1                                                           | 1        |
| 4.                                                          | Olaszország (ITA)                                           | 0                                                           | 0                                                           | 1                                                           | 1        |
|                                                             |                                                             |                                                             |                                                             |                                                             |          |
| Összesen                                                    | Összesen                                                    | 5                                                           | 5                                                           | 5                                                           | 15       |

## Érmesek
| Az 1924. évi nyári olimpiai játékok érmesei teniszben |                                                                   |                                                           |                                                                |
| Versenyszám                                           | Arany                                                             | Ezüst                                                     | Bronz                                                          |
| férfi egyes                                           | Vincent Richards · Egyesült Államok (USA)                         | Henri Cochet · Franciaország (FRA)                        | Umberto De Morpurgo · Olaszország (ITA)                        |
| női egyes                                             | Helen Wills · Egyesült Államok (USA)                              | Julie Vlasto · Franciaország (FRA)                        | Kathleen McKane · Nagy-Britannia (GBR)                         |
| férfi páros                                           | Egyesült Államok (USA) · Vincent Richards · Francis Hunter        | Franciaország (FRA) · Henri Cochet · Jacques Brugnon      | Franciaország (FRA) · Jean Borotra · René Lacoste              |
| női páros                                             | Egyesült Államok (USA) · Hazel Wightman · Helen Wills             | Nagy-Britannia (GBR) · Phyllis Covell · Kathleen McKane   | Nagy-Britannia (GBR) · Dorothy Shepherd-Barron · Evelyn Colyer |
| vegyes páros                                          | Egyesült Államok (USA) · Hazel Wightman · Richard Norris Williams | Egyesült Államok (USA) · Marion Jessup · Vincent Richards | Hollandia (NED) · Kornelia Bouman · Hendrik Timmer             |

## Magyar részvétel
Az olimpián öt teniszező – négy férfi és egy nő – képviselte Magyarországot. Az egyes számokban a következő magyar teniszezők indultak:
- férfi egyes
  - Göncz Lajos (a 2. fordulóban kiesett)
  - Kehrling Béla (a 3. fordulóban kiesett)
  - Kelemen Aurél (az 1. fordulóban kiesett)
  - Kirchmayer Kálmán[1]  (az 1. fordulóban kiesett)
- férfi páros
  - Kehrling Béla–Kelemen Aurél (az 1. fordulóban kiesett)
  - Göncz Lajos–Kirchmayer Kálmán (az 1. fordulóban kiesett)
- női egyes
  - Váradi Ilona (a 2. fordulóban kiesett)
- vegyes páros
  - Kelemen Aurél–Váradi Ilona (a 2. fordulóban kiesett)